# Fagget Fairys
Fagget Fairys est un groupe danois d'electronica, composé de DJ Sensimilla (Carla Camilla Hjort) et MC ENA (Elena Carli Čosović).

## Histoire
Leur premier single Feed the Horse est également le titre de leur premier album, sorti en mars 2009. L'album reçoit cinq étoiles sur six dans le magazine musical Gaffa et quatre étoiles sur six dans Soundvenue
Ils écrivent intentionnellement leur nom « Fagget Fairys » et non « Faggot Fairies », qui serait l'orthographe correcte en anglais. À New York, les Fagget Fairys ont également rencontré Rasmus Bille Bähncke (alias Popdaddy), qui, avec Carla Camilla, est le principal producteur du prochain album Feed the Horse. 